# Juraj Jakubisko

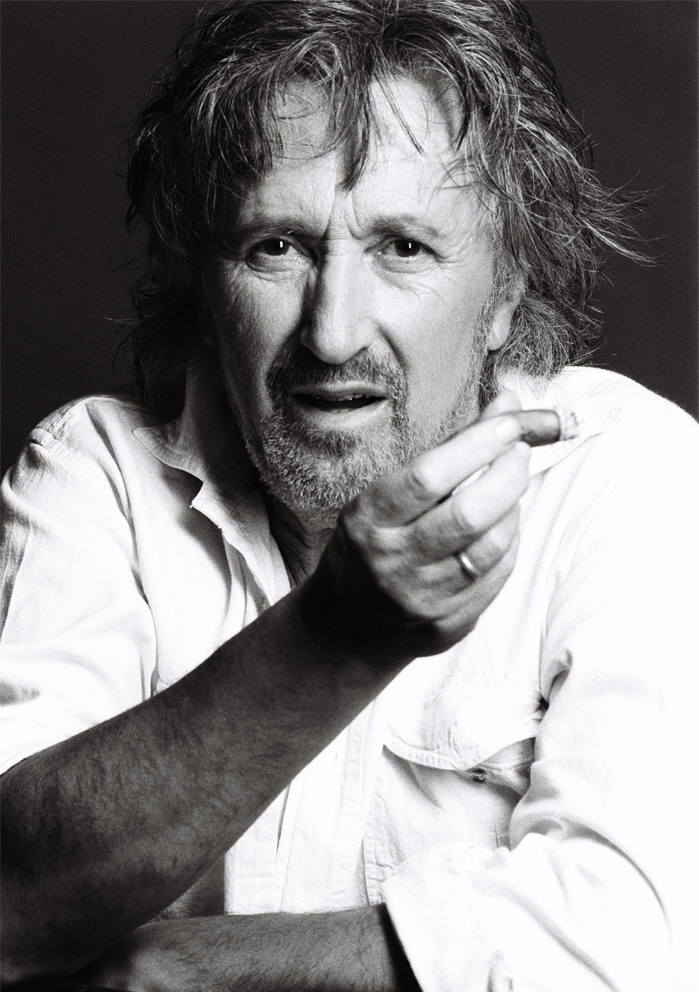
Juraj Jakubisko (2015)

Juraj Jakubisko (* 30. April 1938 in Kojšov, Tschechoslowakei, heute Slowakei; † 24. Februar 2023 in Prag) war ein slowakischer Filmregisseur, Szenarist und Kameramann.

## Leben und Werk
Er studierte Photographie an einer Mittelschule in Bratislava (1953–57) und dann Regie an der FAMU in Prag. Er debütierte mit dem Spielfilm Kristove roky im Jahr 1967, nachdem er schon mehrere Kurzfilme gedreht hatte. In den 1970er Jahren konnte er aufgrund der Zensur in der Tschechoslowakei nur Dokumentarfilme drehen, nachdem seine Filme Zbehovia a pútnici, Vtáčkovia, siroty a blázni (Vögel, Waisen, Narren) und Dovidenia v pekle, priatelia! verboten worden waren. Erst Ende der 1970er Jahre drehte er den Spielfilm Postav dom, zasaď strom (Bau’ ein Haus, pflanz’ einen Baum), bevor er in den 1980er Jahren mit den Filmen Tisícročná včela und Perinbaba (Frau Holle) seinen Höhepunkt erreichte.
Ab 1993 lebte Jakubisko in Prag. Er war Mitglied der Europäischen Filmakademie und ab 2001 Dozent an der FAMU.

## Filmographie
- 1961: Strieborný vietor
- 1965: Wir warten auf Godot (Čekají na Godota)
- 1967: Kristove roky
- 1968: Zbehovia a pútnici
- 1969: Vögel, Waisen, Narren (Vtáčkovia, siroty a blázni)
- 1970/1990: Dovidenia v pekle, priatelia!
- 1972: Stavba storočia
- 1975: Slovensko – krajina pod Tatrami
- 1977: Bubeník Červeného kríža
- 1978: Tri vrecia cementu a živý kohút
- 1979: Bau’ ein Haus, pflanz’ einen Baum (Postav dom, zasaď strom)
- 1981: Nevera po slovensky I–II
- 1983: Die tausendjährige Biene (Tisícročná včela)
- 1985: Frau Holle (Perinbaba)
- 1986: Frankensteins Tante (Frankensteinova teta)
- 1987: Pehavý Max a strašidlá
- 1989: Sedím na konári a je mi dobre
- 1990: Takmer ružový príbeh
- 1992: Lepšie byť bohatý a zdravý ako chudobný a chorý
- 1997: Nejasná zpráva o konci světa
- 2004: Post coitum
- 2008: Bathory – Die Blutgräfin (Bathory)
- 2023: Perinbaba a dva svety